# 武汉公交756路
武汉公交756路是中国湖北省武汉市的一条公交线路，运营区间曾经为鲁磨路站至牌楼舒村站，现在已经停运。线路所有车辆均改为短途运营，区间为鲁磨路站至湖口站。由武汉公交集团公司第五营运公司经营。其前身为武汉市鲁巷至江夏区流芳地区4106路私营小巴士。

## 756路短途

### 去行
共14站。
鲁磨路→鲁巷广场→新屋熊→关山口→关山一路→关山饭店→关山→五角塘→茶棚→茶棚村→湖口湾→曾家湾→湖口村→湖口

### 回行
共14站。
湖口→湖口村→曾家湾→湖口湾→茶棚村→茶棚→五角塘→关山→关山饭店→关山一路→关山口→新屋熊→鲁巷广场→鲁磨路